# پیز فوربش

پیز فوربش (به لاتین: Piz Forbesch) یک کوه در سوئیس است که در کانتون گراوبوندن واقع شده‌است. پیز فوربش ۳٬۲۶۲ متر بالاتر از سطح دریا واقع شده‌است.